# شركة تعدين اليورانيوم الأردنية
شركة تعدين اليورانيوم الأردنية تأسست عام 2013، شركة مساهمة خاصة مملوكة بالكامل لحكومة المملكة الأردنية الهاشمية، ممثلة من خلال هيئة الطاقة الذرية الأردنية.
غاية الشركة الرئيسية هي التنقيب عن وتعدين واستغلال مصادر المواد النووية كاليورانيوم والثوريوم والزركونيوم والفناديوم وأي معادن مشعة أخرى أو عناصر مصاحبة موجودة في الخامات الطبيعية للمملكة الأردنية الهاشمية.

## إدارة الشركة
يتولى إدارة الشركة مجلس إدارة مكون من رئيسا ونائبا للرئيس واعضاء يتم إنتخابهم من قبل الهيئة العامة للشركة، وينتخب مجلس الإدارة مديرا عاما للشركة لتولي المسؤوليات التنفيذية للشركة.

## نشاط الشركة
تنحصر أعمال الشركة في تطوير مشروع اليورانيوم في منطقة وسط الأردن والعمل على المحاور الهندسية الخاصة بتصميم العملية الصناعية لاستخلاص اليورانيوم (الكعكة الصفراء) و الجيولوجية المتعلقة باستكشاف وتقييم و تبويب تقديرات المخزون الوطني من خامات اليورانيوم.